# Thylodrias contractus
Thylodrias contractus là một loài bọ cánh cứng trong họ Dermestidae. Loài này được Motschulsky miêu tả khoa học năm 1839.